# Порт-Альфред
Порт-Альфред (англ. Port Alfred) — небольшой городок и популярный курорт в Восточной Капской провинции ЮАР. Население составляет немногим менее 20 000 человек.
Расположен на восточном морском побережье провинции, в устье реки Кови, примерно на полпути между крупными городами Порт-Элизабет и Ист-Лондон, в 30 км к западу от горного массива Кэннон-Рокс.
Здесь расположена крупнейшая школа ВВС ЮАР № 43.

## История
Город основали в начале 1820-х годов британские колонисты, которых поселил в эту местность лорд Чарльз Сомерсет с целью создать буфер между Капской колонией и аборигенами из народа коса. Изначально здесь располагались два небольших поселения (жители западного берега реки назвали в 1820 году свой посёлок Порт-Кови, а жители восточного берега — Порт-Френсис (Port Frances)).
Позднее, в 1860 году, когда внук королевы Виктории Альфред, принц Сакс-Кобург-Готский нанёс визит в город, тот был переименован в его честь.

### Порт
В 1839 году Уильям Кок начал блокировать природное устье реки на востоке и превращать в канал выход к морю. К 1841 году был открыт первый рукотворный порт Южной Африки в результате завершения выложенного камнем канала между океаном и рекой Кови. Это позволило высокомачтовым парусным судам проплывать со своим тяжёлым грузом в доки.

## Транспорт
Порт-Альфред расположен там, где сходятся дороги R67 (западнокапская) и R72 (восточнокапская). Первая соединяет Порт-Альфред с национальным шоссе N2 у Грахамстада на севере, а R72 — с тем же шоссе у Колчестера на западе и идёт далее по побережью на восток до Ист-Лондона.

## Образование
Здесь расположен южноафриканский кампус (en:Stenden South Africa) нидерландского Стенденского университета (en:Stenden University). Здесь же имеется двуязычная (языки английский и африкаанс) старшая школа, en:Port Alfred High School.